# Jablonec nad Nisou
Jablonec nad Nisou ([ˈjablonɛts ˈnad ɲɪsou] (tysk: Gablonz an der Neiße) er en by i regionen Liberec i Tjekkiet med omkring 46.000 indbyggere. Det er den næststørste by i regionen. Den er et lokalt center for uddannelse og er kendt for sin glas- og smykkeproduktion, især for bijouteri. Den historiske bymidte er velbevaret og er beskyttet som kulturmonument.

## Inddeling
Jablonec nad Nisou består af otte bydele: Jablonec nad Nisou, Jablonecké Paseky, Kokonín, Lukášov, Mšeno nad Nisou, Proseč nad Nisou, Rýnovice og Vrkoslavice.

## Etymologi
Navnet Jablonec er af tjekkisk oprindelse og betyder "lille æbletræ" (jablonče var en diminutiv af det gamle tjekkiske jabloň – "æbletræ"), for landsbyen blev grundlagt på et sted, hvor et æbletræ voksede. Tysktalende bosættere, der kom til landsbyen i løbet af det 16. århundrede, ændrede navnet til Gablonz. I løbet af det 19. århundrede blev attributten "tysk" ofte tilføjet til navnet (som i det tjekkisk: Jablonec německý 1848   , tysk: Deutsch-Gablonz). I 1904 blev den officielle egenskab på både tjekkisk og tysk "på Neisse", som beskrev byens beliggenhed ved floden Lusatian Neisse.

## Geografi
Jablonec nad Nisou ligger omkring 7 km  sydøst for Liberec og 83 km  nordøst for Prag. Det meste af det bebyggede område ligger i den østlige spids af Zittau-bassinet, og er omgivet af Jizera-bjergene i nord, øst og syd. Den nordlige del af kommunens område hører også til i Jizera-bjergenes beskyttede landskabsområde. Det højeste punkt i Jablonec nad Nisou ligger på skråningerne i den sydøstlige del af territoriet, med en højde på 758 moh.
Jablonec nad Nisou ligger ved sammenløbet af floderne Lusatian Neisse og Bílá Nisa. Mšeno-dæmningen i byen hører til de største i indre byområder i Europa. Den blev bygget i 1906-1909 og har et areal på omkring 42 ha (100 acres).  

## Historie
Den første skriftlige omtale af Jablonec var i et latinsk dokument fra 1356 som Jablonecz. Ifølge dette dokument blev Jablonec grundlagt i det 14. århundrede. I august 1469 blev landsbyen brændt ned til grunden af tropper af oprørende lusatianere i krigen mellem dem og kong George af Poděbrady . Landsbyen blev derefter genbosat i 1530'erne og 1540'erne af hovedsageligt tysktalende kolonister.
I første halvdel af det 17. århundrede var Jablonec ejet af Albrecht von Wallenstein, som solgte den til Desfours-familien. I 1643, under Trediveårskrigen, blev Jablonec brændt ned for anden gang. Glasproduktionen begyndte at blomstre i anden halvdel af det 17. århundrede, og Jablonec begyndte en hastig udvikling. I det 18. århundrede blev det første bijouteri produceret, og den første eksportør, JF Schwann, spredte landsbyernes navn i hele Europa. Jablonec blev forfremmet til en købstad af kejser Frans 2.  den 21. april 1808.
Yderligere udvikling fulgte anlæggelsen af vejen i 1840'erne. Jablonec blev derefter forfremmet til en by af kejser Franz Joseph 1. den 28. marts 1866. Den fransk-preussiske krig i 1870-1871 skadede konkurrenter i produktionen af glas og smykker, og Jablonec-handlerne overtog de udenlandske markeder. En konstant forsyning af en bred vifte af glas og kunstige smykkeprodukter strømmede ud af byen. Denne industrielle fremgang forbedrede også livskvaliteten, og Jablonecs udseende ændrede sig dramatisk.
Historikeren Peter Hinks, der skrev om de forskellige typer af senvictorianske smykker solgt af britiske og amerikanske virksomheder i begyndelsen af det 20. århundrede, bemærkede, at "De bøhmiske granat-smykker solgt af Moore og Evans (i Chicago) var et produkt af en industribaseret i byen Gablonz, nu Jablonec. Disse meget effektive juveler blev sat med lokalt udvundne granater, rosenskåret og sat i guldbeslag i et meget formelt design." 
Imidlertid skadede den verdensomspændende økonomiske krise som følge af Wall Street-krakket i 1929 glas- og smykkeindustrien og krisen i 1930'erne. Skiftende tendenser og væksten i udenlandsk konkurrence skadede også den lokale industri. I oktober 1938 blev Jablonec annekteret til Nazityskland efter München-aftalen og blev administreret som en del af Reichsgau Sudetenland indtil 1945.
Mellem 1945 og 1949 blev de fleste af tyskerne udvist i henhold til Beneš-dekreterne. Efter krigen grundlagde de fordrevne tysktalende borgere fra Jablonec en ny bosættelse i Bayern og kaldte den Neugablonz ("Ny Jablonec")  til minde om deres hjemby. I dag er den et af distrikterne i byen Kaufbeuren.

## Transport
Jablonec nad Nisou deler sporvognslinjen, som forbinder den med dens naboby Liberec.
Byen ligger på jernbanelinjen fra Liberec til Szklarska Poręba. Området betjenes af fire stationer og stoppesteder.

## Seværdigheder
Den historiske bykerne er dannet af pladserne Dolní, Mírové, Horní og Anenské, som ligger tæt på hinanden og deres omgivelser. Rådhuset, kaldet Det nye rådhus ligger på Mírové-pladsen og er en funktionalistisk bygning, bygget i 1931-1933. Det gamle rådhus med et typisk firkantet tårn blev bygget på Dolní-pladsen i 1867-1869. I dag fungerer det som bibliotek.
Traditionen med fremstilling af smykker præsenteres i Museet for Glas og Smykker. Det blev grundlagt i 1904 og ligger i en jugendstilbygning.